# Chrysochlorosia splendida
Chrysochlorosia splendida là một loài bướm đêm thuộc phân họ Arctiinae, họ Erebidae.